# Igreja do Oriente

Sés metropolitanas da Igreja do Oriente.
Mesopotâmia
Pérsia
Fora do Império Sassânida
Área de atividades missionárias

A Igreja do Oriente (em siríaco:  ܥܕܬܐ ܕܡܕܢܚܐ, ʿĒ(d)tāʾ d-Maḏn(ə)ḥāʾ) ou Igreja Siríaca Oriental, também chamada Igreja de Selêucia-Ctesifonte, Igreja Persa, Igreja Assíria, Igreja da Babilônia ou Santa Igreja Católica Apostólica do Oriente, [carece de fontes?]também erroneamente conhecida no passado como Igreja Nestoriana, é uma Igreja Cristã Oriental pertencente à Tradição Síria. Inicialmente a Igreja do Império Sassânida, que se distinguiu da Igreja estatal do Império Romano, se espalhou pela Ásia e entre os séc. IX e XIV se tornou a maior Igreja Cristã do mundo em termos de extensão geográfica, quando suas dioceses se estendiam desde o Mediterrâneo até a China e Índia.
A Igreja do Oriente era chefiada pelo Patriarca do Oriente, com cátedra em Selêucia-Ctesifonte, dando continuidade a uma linhagem que, de acordo com a tradição, remontava ao tempo dos apóstolos. Liturgicamente, a Igreja aderiu ao Rito Sírio Oriental.
Duas Igrejas modernas alegam continuidade com a Igreja do Oriente, ainda recusando o Terceiro Concílio Ecumênico: a Igreja Assíria do Oriente e a Antiga Igreja do Oriente, que não estão em comunhão nem com a Igreja Ortodoxa, nem com a Igreja Católica, e nem com as Igrejas Ortodoxas Orientais.

## Origem
O cristianismo entre os povos de língua aramaica na Síria e Alta Mesopotâmia, tradicionalmente remonta da época dos apóstolos e teria sido fundado por Mar Toma, Mar Adai, Mar Bar Tulmai e Mar Ximum Queapa no século I. Uma antiga lenda diz que Jesus Cristo teria enviado emissários ao Rei Abgar V de Edessa. O cristianismo floresceu logo na Síria e Mesopotâmia, aos arredores de cidades como Antioquia, Edessa, Nísibis e Ctesifonte. Nessa região se encontra o prédio atestado como a igreja mais antiga conhecida (Igreja de Dura Europo, a mais antiga versão do Antigo Testamento e do Novo Testamento em um só volume (a Peshitta), o mais antigo hinário cristão (as Odes de Salomão) e talvez o primeiro Estado majoritariamente cristão da história, o Reino de Edessa, cujo monarca, Abgar IX, teria se convertido por volta do ano 200. O cristianismo além do Rio Eufrates se desenvolveu independente do cristianismo do Mediterrâneo, ao qual nunca esteve submisso.
Com o declínio do Império Romano, a região ficou sob influência persa do Império Sassânida. Em 410, o Xá Isdigerdes I deu liberdade de culto para o cristianismo em seu domínio, embora tenha depois feito uma breve perseguição. A Igreja do Oriente se organizou em 410 como a Igreja Nacional do Império Sassânida por meio do Concílio de Selêucia-Ctesifonte. Assim, nos sínodos de 410, 420 e 424 a Igreja do Oriente confirmou sua autocefalia em relação ao cristianismo do Mediterrâneo.

## Expansão

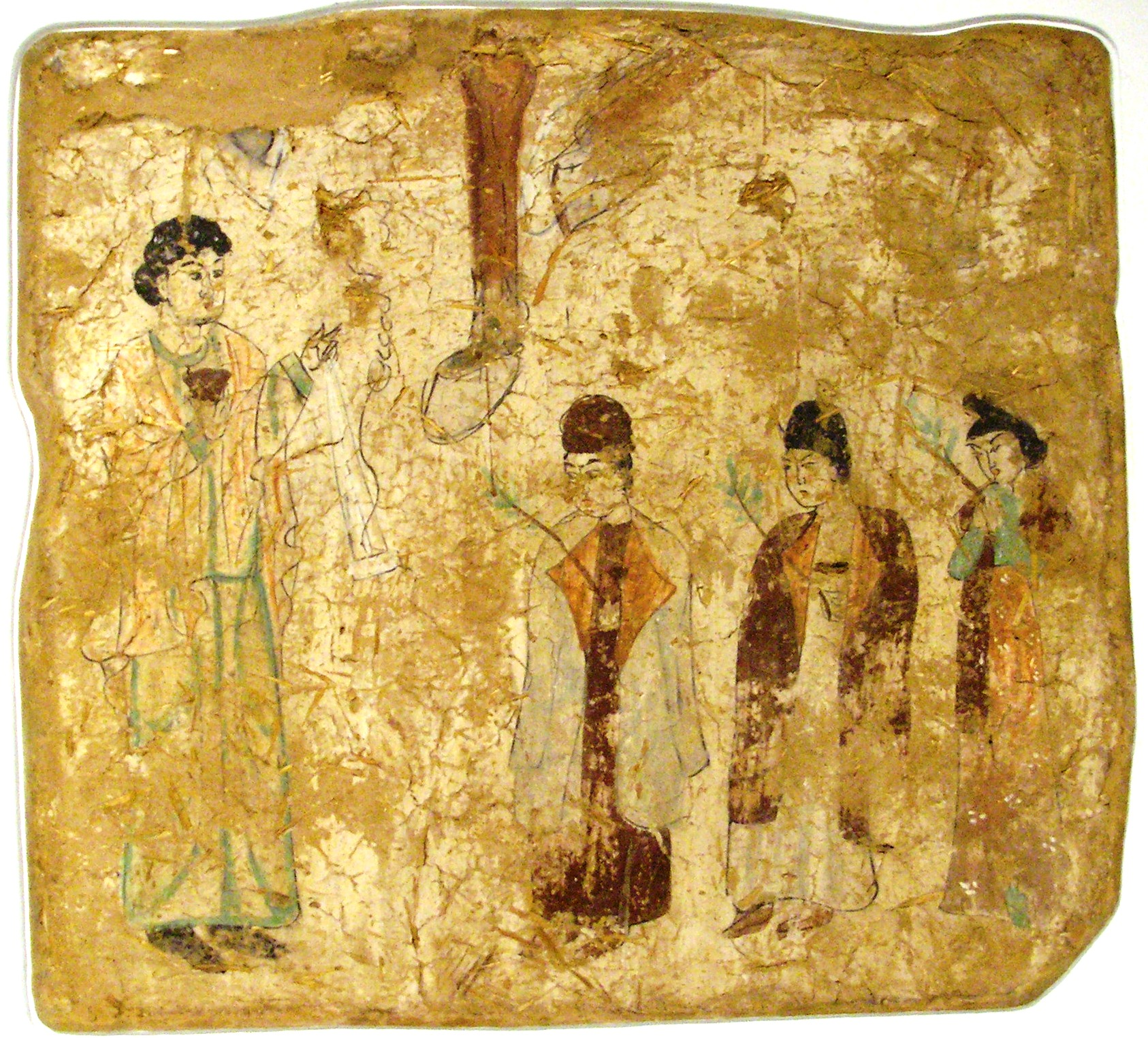
Sacerdotes da Igreja do Oriente em processão durante um Domingo de Ramos, em pintura do século VII ou VIII da Igreja do Oriente na China, Dinastia Tangue

A Pérsia há muito já era refúgio de uma comunidade cristã que vinha sendo perseguida pela maioria zoroástrica, sob a acusação de ter "inclinações" romanas. Em 424, a Igreja persa se declarou independente da Igreja bizantina e de todas as outras Igrejas, justamente para refutar estas acusações. Logo após o cisma, a Igreja da Pérsia cada vez mais se alinhou com os nestorianos.

Tribos mongóis que adotaram o cristianismo siríaco (600 - 1400)

Em 486, o Metropolita de Nísibis (atual Nuçaibim), Barsauma, publicamente aceitou o mentor de Nestório, Teodoro de Mopsuéstia, como uma autoridade espiritual. Em 489, quando a Escola de Edessa (em Edessa, Mesopotâmia) foi fechada pelo Imperador bizantino Zenão por suas tendências nestorianas, ela se mudou para sua cidade original, Nísibis, e se tornou novamente a Escola de Nísibis, provocando uma onda de migração nestoriana para a Pérsia. O Patriarca dali, Mar Babai I (r. 497–502), reiterou e expandiu a alta estima da Igreja por Teodoro, solidificando então a adoção do nestorianismo.
Agora firmemente estabelecida na Pérsia, com centros em Nísibis, Ctesifonte, Bendosabora e diversas Sés Metropolitanas, a Igreja Persa, com influências nestorianas, começou a se ramificar para fora do Império Sassânida. Contudo, durante todo o século VI, a Igreja foi frequentemente acometida por disputas internas e perseguições pelas mãos dos zoroastristas. A luta levou a um novo cisma, que durou de 521 até 539, quando os assuntos em disputa foram resolvidos. Porém, logo em seguida o conflito com os Império Bizantino levou à perseguição da Igreja pelo Xá Cosroes I, o que terminou em 545. A Igreja sobreviveu a estas atribulações sob a liderança do Patriarca Mar Abba I, que tinha se convertido do Zoroastrismo.

Províncias eclesiásticas da Igreja do Oriente no Séc. X.

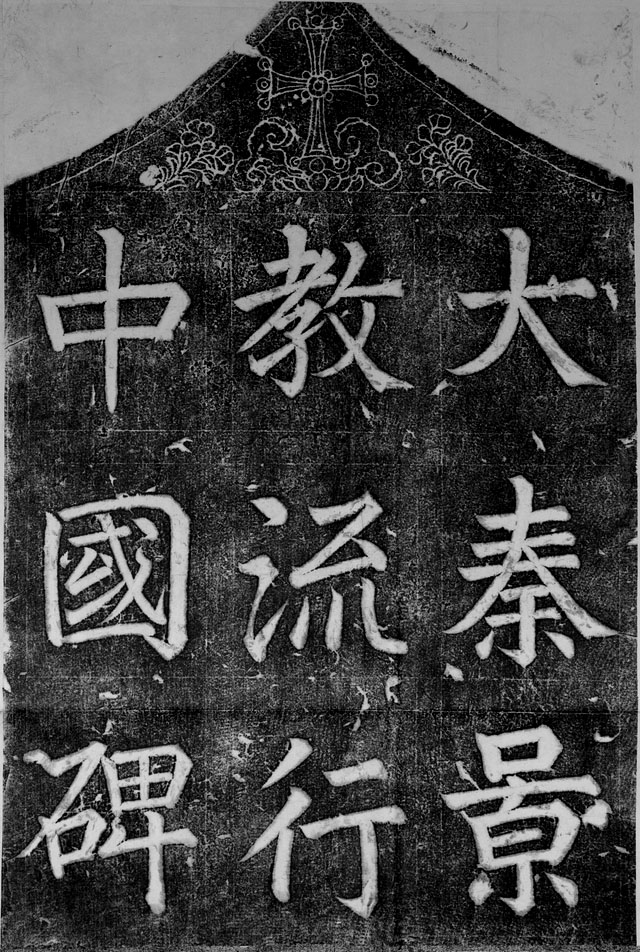
Cabeçal da Estela Nestoriana, erguida em 781: 'A tábua da difusão do brilhante ensinamento de Ta-ch'in na China'

A Igreja se expandiu rapidamente sob os sassânidas e, após a conquista islâmica da Pérsia, completada em 644 foi designada uma comunidade dhimmi protegida sob o domínio muçulmano sob o Califado Ortodoxo. A partir da século VI, se expandiu ainda mais, e foram estabelecidas comunidades na subcontinente indiano entre os cristãos de São Tomé, na Ásia Central onde tiveram algum sucesso evangélico entre as tribos mongóis, e na China, que foi sede de uma próspera Igreja do Oriente na China sob a Dinastia Tangue, do século VII ao IX. Durante os séculos XIII e XIV a Igreja passou por um período final de expansão, durante o Império Mongol, no qual influentes cristãos do oriente frequentaram a corte mongol. Uma fonte chinesa, conhecida como Estela Nestoriana, relata uma missão sob um pregador persa chamado Alopém como tendo sido a origem do cristianismo do oriente na China em 635 Eles fizeram alguns avanços sobre o Egito, apesar da forte presença monofisista lá.  A Igreja e suas comunidades no exterior floresceram neste período. No século X ela já tinha quinze Sés Metropolitanas no território do Califado e outras cinco em outros lugares, inclusive a Índia e a China.

## Declínio e Diáspora

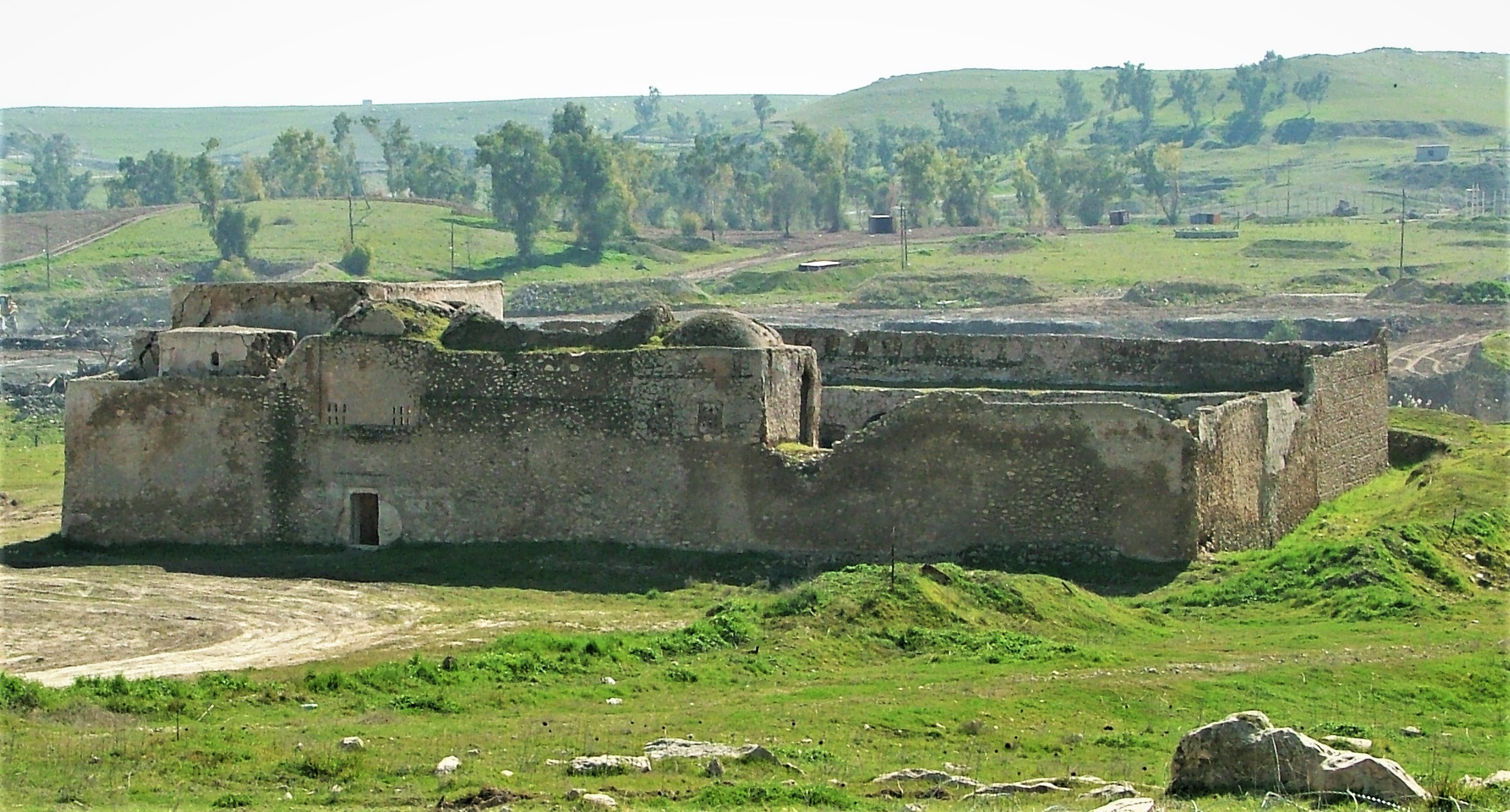
Ruínas do Mosteiro de Santo Elias (Iraque), antes de ser demolido pelo Estado Islâmico em 2014.

Após atingir o seu ápice de extensão geográfica, a Igreja passou por um período acelerado de declínio, a partir do século XIV, em parte devido a influências externas. O Império Mongol se fragmentou em guerras civis, a Dinastia Mingue chinesa assumiu o poder, expulsando os cristãos e outras influências estrangeiras do país (como o maniqueísmo), e diversos mongóis na Ásia Central se converteram ao islã. O líder mongol muçulmano Timur (1336–1405) praticamente erradicou os cristãos restantes na Pérsia; a partir de então, o cristianismo oriental ficou confinado à Mesopotâmia Superior e à Costa do Malabar, na Índia. No século XVI, a Igreja do Oriente sofreu um cisma, do qual surgiram duas igrejas distintas; a atual Igreja Assíria do Oriente, e a Igreja Católica Caldeia, uma igreja católica oriental em comunhão com a Santa Sé.
A Igreja do Oriente teve um papel fundamental na conservação de antigos textos gregos que foram traduzidos para o siríaco (um ramo do arameu). Mais tarde foram traduzidos para o árabe e no século XIII para o latim. A Igreja do Oriente é bem conhecida dos historiadores, e foi chamada pelo Papa João Paulo II, "Igreja dos mártires", por seu grande sofrimento sob diferentes algozes ao longo de sua história.
No começo da década de 1930 houve uma campanha da Liga das Nações de transplantar a comunidade assíria para o norte do Paraná, nas terras da  Companhia Inglesa de Colonização naquele estado. Devido à oposição racista da Sociedade dos Amigos de Alberto Torres tal projeto foi abandonado em 1934.
Atualmente subsistem a Igreja Assíria do Oriente e a Igreja Antiga do Oriente na Índia e no Iraque, Irã e nos Estados Unidos e em outros lugares onde haja migrado comunidades cristãs dos países citados, além de grupos originados na Igreja do Oriente, como a Igreja Católica Caldeia e os vários grupos em que se dividem os Cristãos de São Tomé. 

## Doutrina

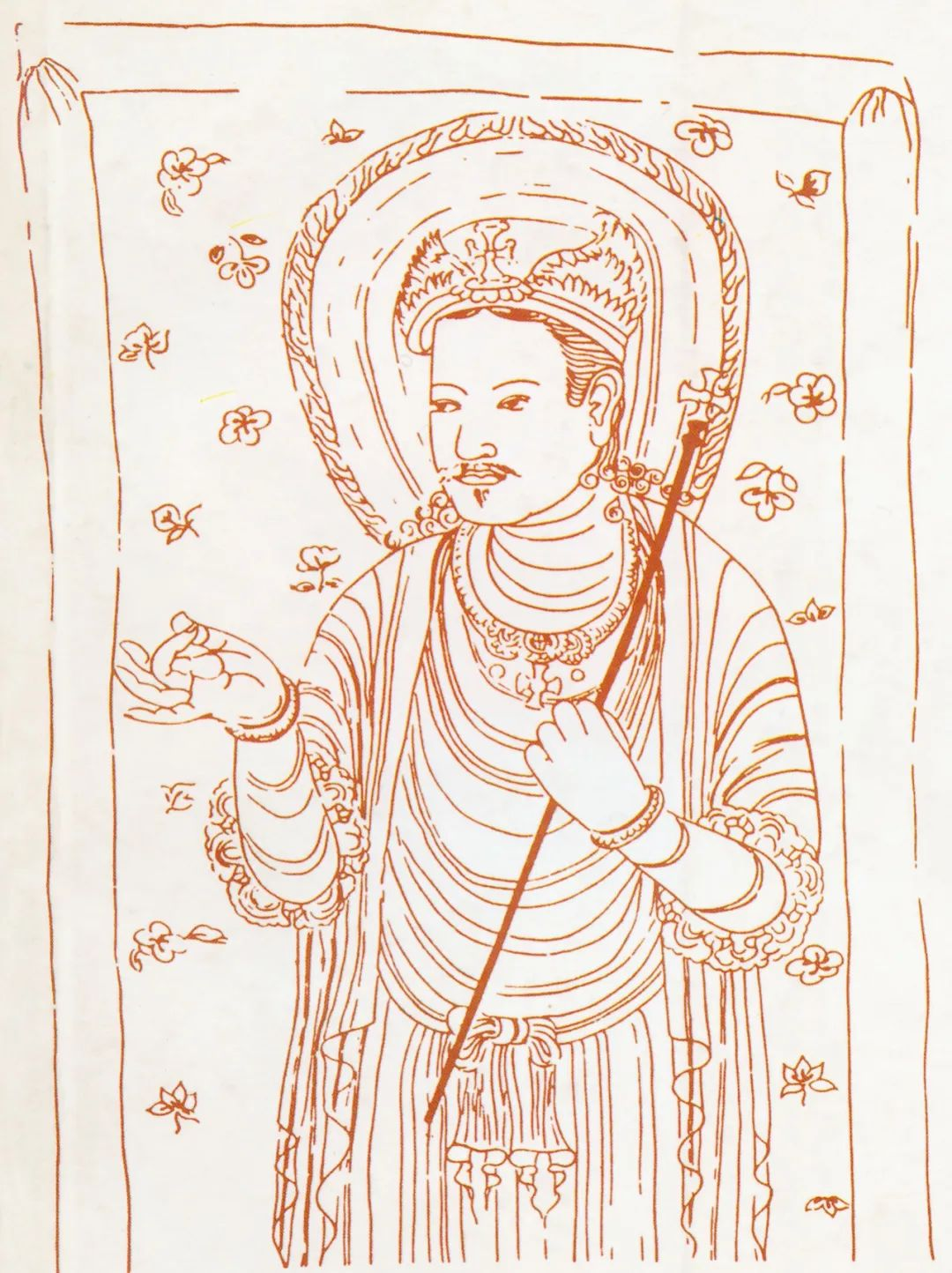
Restauração de imagem nestoriana de Jesus Cristo da dinastia Tangue, que se encontrava na Caverna 17 nas Grutas Mo-kao, Tunhwang. A obra original datava do séc. IX.

Os fundadores da teologia da Igreja do Oriente foram Diodoro de Tarso e Teodoro de Mopsuéstia, que ensinaram entre o quarto e quinto séculos d.C. em Antioquia. A cristologia da Igreja foi fixada por Mar Babai, o Grande: seu trabalho cristológico principal foi a doutrina da União, que afirma que os dois qnome (essências, às vezes traduzida como hipóstases) não são misturados, mas eternamente unidos em uma única parsopa (pessoa) de Jesus Cristo. Assim, Babai ensinou uma doutrina diferente da de Nestório, que foi acusado de dualismo.
Devido à sua doutrina cristológica, os nestorianos opuseram-se aos partidários de São Cirilo de Alexandria, que defendia a tese da unidade entre a pessoa humana e divina de Cristo. Esta disputa cristológica foi de tal forma violenta e grave que os dois lados opostos foram chamados ao Primeiro Concílio de Éfeso, no ano de 431. A disputa centrou-se fundamentalmente em torno do título com o qual se devia referir a Maria, se somente Cristótoco (mãe de Cristo, a dizer, de Jesus humano e mortal), como defendiam os nestorianos, ou de Teótoco (mãe de Deus, ou seja, também do Logos divino), como defendiam os partidários de Cirilo. Resolveu-se adotar como verdade de fé a doutrina proposta por Cirilo, concedendo a Maria o título de Mãe de Deus, e os nestorianos foram considerados hereges.
Nisto, uma facção com simpatias nestorianas na região foi favorecida pelo Imperador Perozes I, que, hostil ao Império Bizantino, viu na querela cristológica uma oportunidade de emancipar a Igreja do Império Sassânida, pelo que ordenou a execução do Patriarca Babeu, pró-bizantino e empossou um inimigo político deste, Barsauma. Logo, esta comunidade enfaticamente diofisista, organizada em torno da Igreja do Oriente, foi desterrada do Império Romano, encontrando refúgio no Império Sassânida. Todavia, em algumas regiões isoladas do Oriente Próximo é ainda possível encontrar nestorianos.[carece de fontes?] Os nestorianos se propagaram pela Ásia Central, chegando até a China, e durante algum tempo influenciaram os mongóis, até a conversão destes ao lamaísmo, quando abandonaram o cristianismo assírio.
Hoje, discute-se muito até que ponto a Igreja do Oriente foi efetivamente nestoriana. Opina-se que a dificuldade de traduzir termos como qnome e pasopa para as línguas ocidentais potencializaram a controvérsia, o que foi parcialmente coberto pela "Declaração cristológica comum entre a Igreja Católica e a Igreja Assíria do Oriente", assinada por Mar Dinkha IV e o papa João Paulo II em 1994.

## Sínodos da Igreja do Oriente
A Igreja do Oriente realizou diversos sínodos ao longo de sua história. 
- Sínodo de Mar Isaac (410 d.C.)
- Sínodo de Mar Yahballaha I (420 d.C.)
- Sínodo de Mar Dadisho' (424 d.C.)
- Sínodo de Barsauma (484 d.C.)
- Sínodo de Mar Acácio (486 d.C.)
- Sínodo de Mar Babai (497 d.C.)
- Sínodo de Mar Aba I (544 d.C.)
- Sínodo de Mar José (554 d.C.)
- Sínodo de Mar Ezequiel (576 d.C.)
- Sínodo de Mar Isho'yahb I (585 d.C.)
- Sínodo de Mar Sabarisho' I (596 d.C.)
- Sínodo de Mar Gregório I (605 d.C.)
- Sínodo de 612
- Sínodo do Mar Jorge I (676 d.C.)
- Sínodo de Mar Hananisho' II (775 d.C.)
- Sínodo de Mar Timóteo I (790 d.C.)
- Sínodo de Mar Timóteo II (1318 d.C.)
- Sínodo de Mar Eshai (Baghdad) (1970 d.C.)
- Sínodo de Mar Denha (Baghdad) (1978 d.C.)
- Sínodo de Mar Denha (Chicago) (1978 d.C.)

## Igrejas sucessoras
Estas Igrejas sucedem de comunidades da Igreja do Oriente:

### Igrejas do Oriente
- Igreja Assíria do Oriente (incluindo sua parte autônoma, a Igreja Síria Caldeia; usam o rito sírio oriental);
- Antiga Igreja do Oriente (rito sírio oriental);

### Católicas Romanas
- Igreja Católica Caldeia (rito sírio oriental);
- Igreja Católica Siro-Malancar (rito sírio oriental);
- Igreja Católica Siro-Malabar (rito sírio ocidental);

### Ortodoxas Orientais
- Igreja Síria Jacobita Cristã (parte da Igreja Ortodoxa Siríaca, usa o rito sírio ocidental);
- Igreja Ortodoxa Siríaca Malancara (rito sírio ocidental);
- Igreja Independente Síria Malabar (rito sírio ocidental);

### Protestantes
- Igreja Evangélica Assíria;
- Igreja Pentecostal Assíria;
- Igreja Síria Mar Thoma de Malabar (rito sírio ocidental influenciado pelo protestantismo);
- Igreja Evangélica de São Tomé (rito sírio ocidental influenciado pelo protestantismo).